# Goding
Als Goding wurde im Hochmittelalter eine Gerichtsverhandlung bezeichnet.

## Beteiligte und Ablauf
Zunächst wurde von den sogenannten Dingpflichtigen, also den zur Teilnahme an den Gerichtsverhandlungen Verpflichteten, ein Vorsitzender aus den eigenen Reihen gewählt. Dieser Vorsitzende wurde als Gogreve bezeichnet. Die Bezeichnung Greve geht auf Grave = der Graue zurück. Dementsprechend wurde für dieses Amt des Vorsitzenden in der Regel ein älterer, erfahrener Mann gewählt. Er konnte ein Ritter, aber auch ein unfreier Bauer sein, ein Freier trat dagegen selten als Greve auf. Die Urteilsfindung war allerdings nicht Aufgabe des Gogreven, sondern der am Gericht teilnehmenden Dingpflichtigen. 
Die Fürsprecher (gerichtliche Vertreter, vergleichbar mit Anwälten) wurden den Parteien vor Gericht zugeordnet und hatten für sie zu sprechen. Sie mussten die traditionellen Rechtsformen und -formeln genau kennen. In einer Wechselrede zwischen dem Gogreven und einem Fürsprecher wurde die Tagung eröffnet. Zu Beginn jeder Tagung wurde die Rechtmäßigkeit der Dingzeit und der Dingpflichtigen festgestellt, außerdem deren Obliegenheiten und Rechte, die Zuständigkeit des Gerichts, seine hergebrachten Formen und die zu verhängenden Strafen.

## Auszug aus einem Goding-Bericht
Wie eine Verhandlung vor dem Goding auf dem Hassel, einem kleinen Wäldchen in der Nähe von Bledeln vor sich ging, wird in einer Urkunde aus dem Jahre 1360 berichtet. Dort heißt es in freier Übertragung aus dem Mittelniederdeutschen:
"Als ich, Eckhard von Hövern, Gogreve zu dem Hassel, Gericht abhielt, erschien vor mir Herr Jan von Salder und klagte wegen des Gutes, das sein Bruder Bodo von Salder dem Stifte zu Hildesheim verkauft hatte, das 12 Hufen mit allem, was dazu gehört, bei Sarstedt umfasst. Das ließ man Bodo von Salder Wissen tun. Der kam später zur Dingzeit, als ich wieder zum Gericht auf dem Hassel sass. Von den Herren Jan und Cord von Salder war ein Bote gegenwärtig, der um einen Fürsprecher bat. Tileke, der Windmüller von Evern, wurde als solcher bestimmt und beklagt das Gut zum zweitenmal. Die Amtleute meines Herren, des Bischofs von Hildesheim, waren zugegen und verlangten Antwort auf die Klage. Deshalb wurde der Bote Herr Jans und Herrn Cords gefragt, ob er Vollmacht habe, Recht zu nehmen und Recht zu geben an Stelle seiner Herren. Darauf trat sein Fürsprecher, der vorgenannte Tileke, vor und erklärte im Namen des Boten, er habe nur Vollmacht, das Gut zu beklagen. Dann trat Bodo von Salder vor Gericht und bat mich, dass er sein Wort selber sprechen dürfe. Er erklärte, dass er die Rechte seines Herrn, des Bischofs, und seines Stiftes gewahrt wissen wolle. Seinen Brüdern aber könne er ihr Unrecht nachweisen. Herr Jan, sein Bruder, habe seinerzeit gegen das Gut 8 Hufen und den Zehnten zu Herbergen erhalten und dazu gebe er, Bodo, ihm noch 40 lötige Mark. Herrn Cord, seinem Bruder, seien seinesteils dafür der Zehnte zu Solschen und 11 Hufen zugefallen. Alles das könne er beweisen mit ihren Briefen, die sie darüber ausgestellt hätten."
Der weitere Ablauf der Verhandlung und die gerichtliche Entscheidung sind in der Urkunde nicht erwähnt. Als Fürsprecher wird neben dem erwähnten Tileke Hermann von Müllingen aufgeführt. Dingleute waren unter anderem Henneke Busseken (Busche), Henning von Müllingen, Hans von Schwichelt, Ludolf von Seilenstedt, Aschwin von Roden, Albert von dem Damme und Henrich Pepersack. Der Gogreve und der Fürsprecher Hermann von Müllingen bekräftigten die Urkunde durch Anhängen ihrer Siegel.